# Bentonville
Bentonville er en by og administrativt centrum for det amerikanske county Benton County i det nordvestlige hjørne af staten Arkansas. I 2013 havde byen en anslået befolkning på of 40.167 indbyggere. I byen findes Wal-Marts hovedkvarter.
De første nybyggere slog sig ned i området omkring 1837. Området fik status af by i 1873.

## Eksterne links
- Wikimedia Commons har flere filer relateret til Bentonville

36°22′00″N 94°12′48″V / 36.3667°N 94.2133°V